# Szczerbawy
Szczerbawy (słow. Štrbavý, 2146 m) – szczyt w słowackich Tatrach Zachodnich w bocznej grani Barańców. Znajduje się w tej grani pomiędzy najwyższym w grani Barańcem (2182 m) a Klinem (2044 m). Nazwa szczytu pochodzi od tego, że jest „szczerbaty”, składa się z dwu garbów. Jego wschodnie zbocza stromo opadają do Doliny Jamnickiej, zbocza zachodnie do Doliny Tarnowieckiej wciśniętej pomiędzy dwie granie opadające na południe z Barańca. Ma wierzchołek w postaci płaskiej grani, od sąsiadujących szczytów oddzielony jest płytkimi i szerokimi przełęczami. Do Doliny Jamnickiej odchodzi od Szczerbawego potężna grzęda, która oddziela od siebie dwa największe żleby Tatr Zachodnich: Pusty Żleb i Masłowy Żleb. Szczerbawy wysoko wznosi się nad dnem Doliny Jamnickiej; jego względna wysokość względem dna doliny u jego podnóży wynosi 1050 m. Na słowackiej mapie jest zaznaczony jako wierzchołek bez nazwy 2144 m. Górne partie porośnięte trawą, mchami i porostami. Rozciągają się z nich dobre widoki na Otargańce, grań Rosochy, Dolinę Tarnowiecką i Liptów.

## Szlaki turystyczne
– zielony: autokemping „Raczkowa” – Klinowate – Mały Baraniec – Baraniec. Czas przejścia: 4 h, ↓ 3 h.